# Анненково (Инзенский район)
Анненково — деревня в Инзенском районе Ульяновской области России. Входит в состав Сюксюмского сельского поселения.

## География
Деревня находится в западной части Ульяновской области, в лесостепной зоне, в пределах Приволжской возвышенности, на правом берегу реки Сюксюм, на расстоянии примерно 7 километров (по прямой) к востоку от города Инзы, административного центра района. Абсолютная высота — 167 метров над уровнем моря.
Климат
Климат характеризуется как умеренно континентальный, с жарким засушливым летом и холодной зимой. Среднегодовая температура воздуха — 3,2 °С. Средняя температура воздуха самого тёплого месяца (июля) — 19 °C (абсолютный максимум — 38 °C); самого холодного (января) — −13 °C (абсолютный минимум — −47 °C). Продолжительность безморозного периода 120—130 дней. Среднегодовое количество атмосферных осадков составляет 464 мм. Снежный покров образуется в третьей декаде декабря и держится в течение 135 дней.
Часовой пояс
Деревня Анненково, как и вся Ульяновская область, находится в часовой зоне МСК+1. Смещение применяемого времени относительно UTC составляет +4:00.

## История
Название имеет фамильную основу. Анненковы упоминаются в документах за 1662 год. 
В 1780 году, при создании Симбирского наместничества, село Анненково, при речке Сексеме, помещиковых крестьян, вошло в состав Карсунского уезда. С 1796 года — в Симбирской губернии.
В 1793 году был построен каменный храм помещиками Анненковыми. Престолов в нем три: главный (холодный) — во имя Живоначальные Троицы и в приделах (тёплый), один — во имя св. Иоанна Златоустого, а другой — во имя св. мученицы Параскевы. Часовен две, обе каменные: одна — близ храма, другая — на кладбище.
В начале XIX века крепостной крестьянин Дмитрий Павлович Сачков был дворовым человеком у Анненковых, служил поваром в их имении при селе, у которого в 1834 г. родился сын Александр, будущий купец первой гильдии, городской глава Симбирска.
В 1859 году село Анненково, на коммерческом тракте в г. Сызрань, входило в состав 1-го стана Карсунского уезда Симбирской губернии, имелось: церковь, базар.

## Население
| 2010 |
| ---- |
| 1    |

Национальный состав
Согласно результатам переписи 2002 года, в национальной структуре населения русские составляли 100 % из 6 человек.

## Известные уроженцы
- Сачков, Александр Дмитриевич — купец первой гильдии, городской глава Симбирска в 1893—1896 годах, гласный Симбирской Городской Думы.